# David Adeang
David Ranibok Waiau Adeang (24 de novembro de 1969) é um político de Nauru, atual Presidente desde 30 de outubro de 2023. Adeang foi Presidente do Parlamento de Nauru e Ministro das Finanças e Justiça de Nauru, bem como Ministro Auxiliar do Presidente de Nauru.

## Antecedentes
O pai de David Adeang é Kennan Adeang, que serviu três vezes como presidente de Nauru. David Adeang iniciou sua carreira política como advogado. Depois que todos os assentos de Ubenide foram vagos em 6 de novembro de 2001, Adeang ganhou um assento na eleição suplementar seguinte, destituindo Joseph Hiram enquanto os outros três parlamentares anteriores recuperaram seus assentos. Nas eleições parlamentares de Maio de 2003, no meio de turbulências políticas e económicas, Naoero Amo conquistou 3 dos 18 assentos e Adeang foi um dos membros eleitos. O Naoero Amo formou uma coalizão com Ludwig Scotty e seus apoiadores. Scotty tornou-se presidente e Adeang tornou-se ministro das finanças em maio de 2003. No entanto, foi apenas ministro das finanças e ministro auxiliar do presidente de Nauru por três meses, quando em agosto de 2003 o governo de Scotty caiu e Kinza Clodumar tornou-se ministro das finanças.
Em abril de 2004, Adeang foi acusado de sedição junto com Kieren Keke e Fabian Ribauw após um protesto no aeroporto de Nauru. Foi o Presidente do Parlamento de Nauru de maio de 2004 a junho de 2004. Em junho de 2004, Clodumar e Naoero Amo se uniram para reeleger Scotty como presidente. Clodumar permaneceu ministro das finanças, enquanto Adeang tornou-se ministro das Relações Exteriores e da Justiça. Além disso, as acusações contra Adeang e os outros foram retiradas. A sua nomeação como ministro das Relações Exteriores é interessante porque foi o primeiro ministro das Relações Exteriores a não ser presidente de Nauru. Esse cargo foi atribuído ao presidente desde que Nauru conquistou a independência em 1968. Adeang foi facilmente reeleito para o Parlamento pelo círculo eleitoral de Ubenide nas eleições de outubro de 2004. Mais tarde naquele mês, deixou o cargo de ministro da Justiça, tornou-se ministro das Finanças e manteve o cargo de ministro das Relações Exteriores.
Foi membro fundador do partido Nauru First, que já foi o único partido político da ilha.